# Borzas kúpvirág
A borzas kúpvirág (Rudbeckia hirta) a fészkesvirágzatúak (Asterales) rendjébe és az őszirózsafélék (Asteraceae) családjába tartozó faj.
A Rudbeckia nemzetség típusfaja.

## Előfordulása
A borzas kúpvirág eredeti előfordulási területe Észak-Amerika keleti és középső részei; azonban manapság az ember segítségének köszönhetően ez a növényfaj már megtalálható 10 kanadai tartományban és 48 USA-beli államban is. Maryland állam címernövénye. Kínába is betelepítették.

## Változatai
- Rudbeckia hirta var. angustifolia (T. V. Moore) Perdue - Délkelet- és Délközép-USA (Dél-Karolinától Texasig)
- Rudbeckia hirta var. floridana (T. V. Moore) Perdue - Florida
- Rudbeckia hirta var. hirta L. - Kelet-USA (Maine-tól Alabamáig)
- Rudbeckia hirta var. pulcherrima Farw. - a legelterjedtebb (Új-Fundlandtól Brit Columbiáig, délfelé Alabamáig és Új-Mexikóig; betelepítették Washingtontól Kaliforniáig)

## Megjelenése
Ez a lágy szárú növény általában egyéves, de megfelelő körülmények között lehet kétéves vagy akár évelő is. 30-100 centiméter magasra nő meg és 30-45 centiméterre terül szét. A váltakozó elhelyezkedésű levelei, a tőből indulnak ki és 10-18 centiméter hosszúak; durva szőrzet borítja. A virágai az őszirózsafélékre jellemzően margarétaszerűek. Késő nyáron és kora ősszel virágzik. A virág akár 10 centiméter átmérőjű is lehet; szirmai sárgák és a kúp alakú termőtája sötétbarna vagy fekete. A termesztett változatok között, lehet találni narancssárga, vörös vagy barna szirmúakat is, valamint különböző méretűeket.

## Felhasználása
Ez a növény közkedvelt kerti virág, sokfelé termesztik kertekben és parkokban. Korábban az indiánok különböző betegségek és gyulladások gyógyításához használták fel; azonban nem minden része fogyasztható.

## Képek

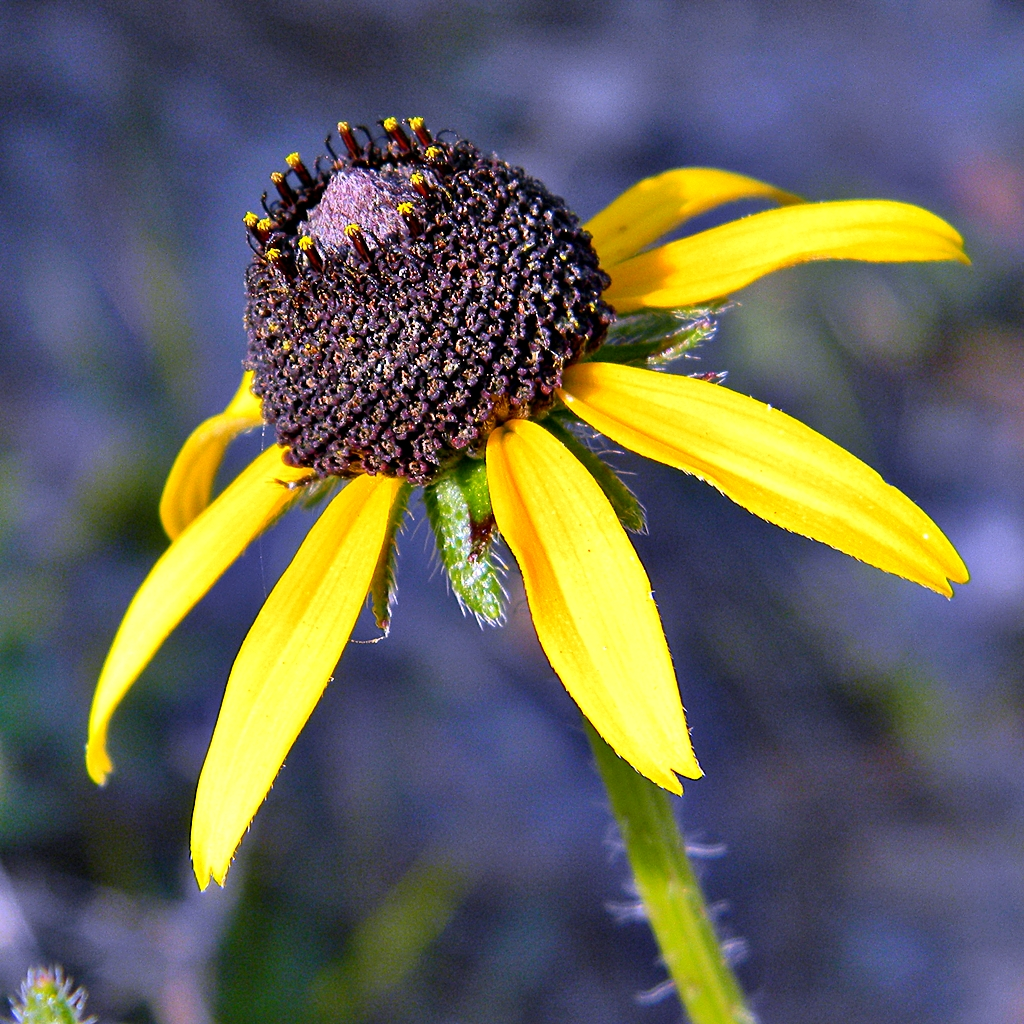
Idősebb virága
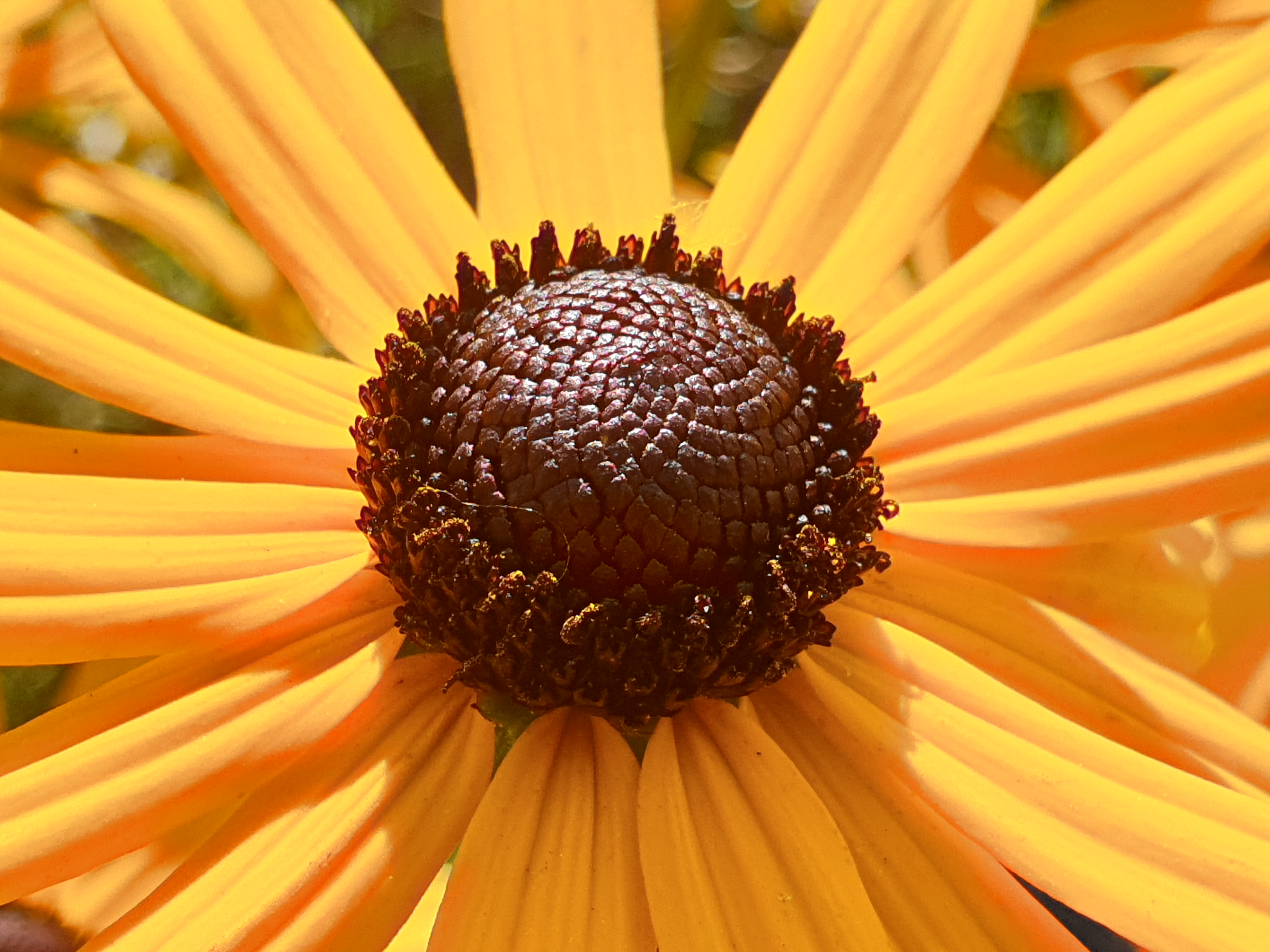
Termőtája
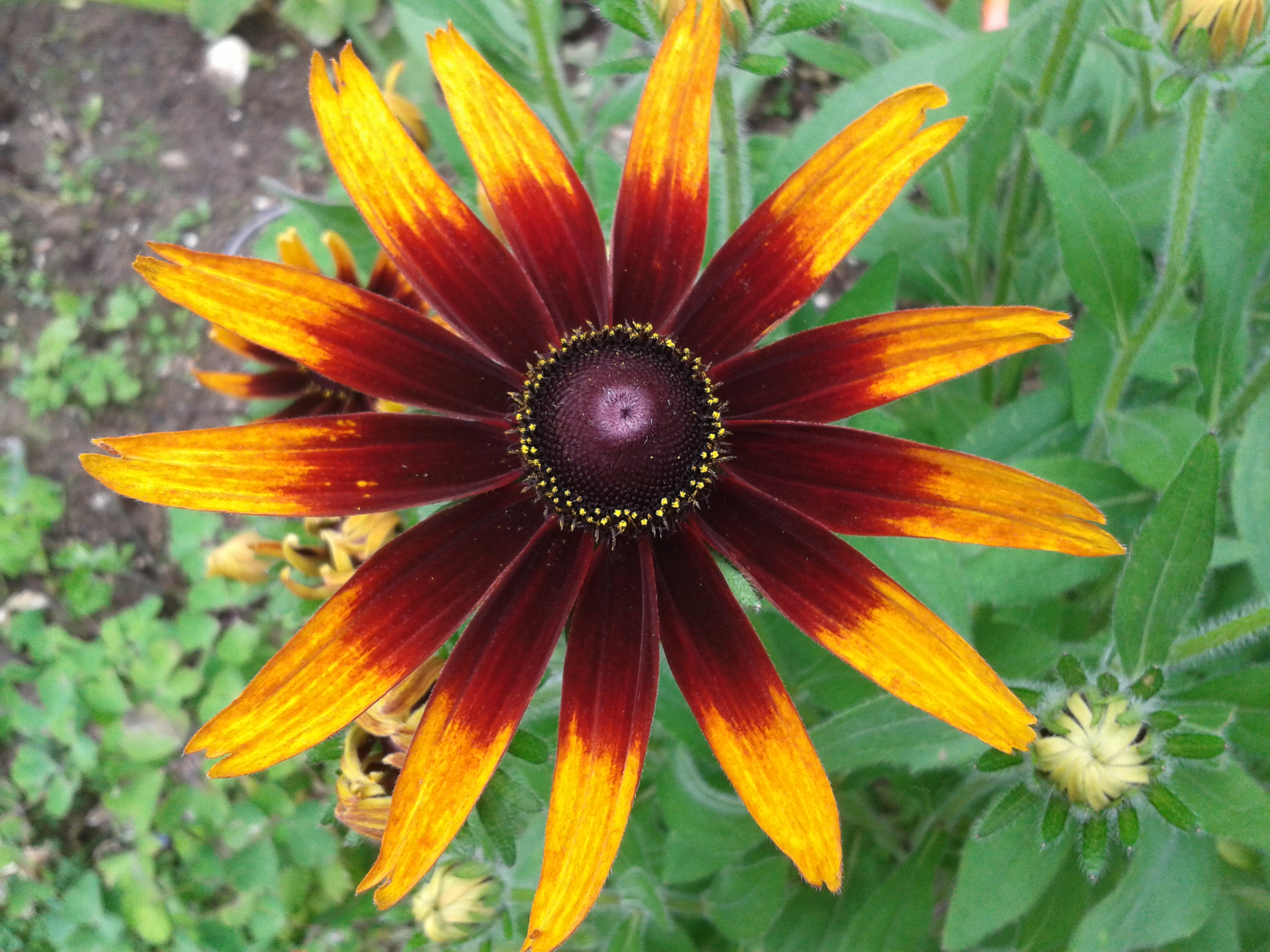
Termesztett
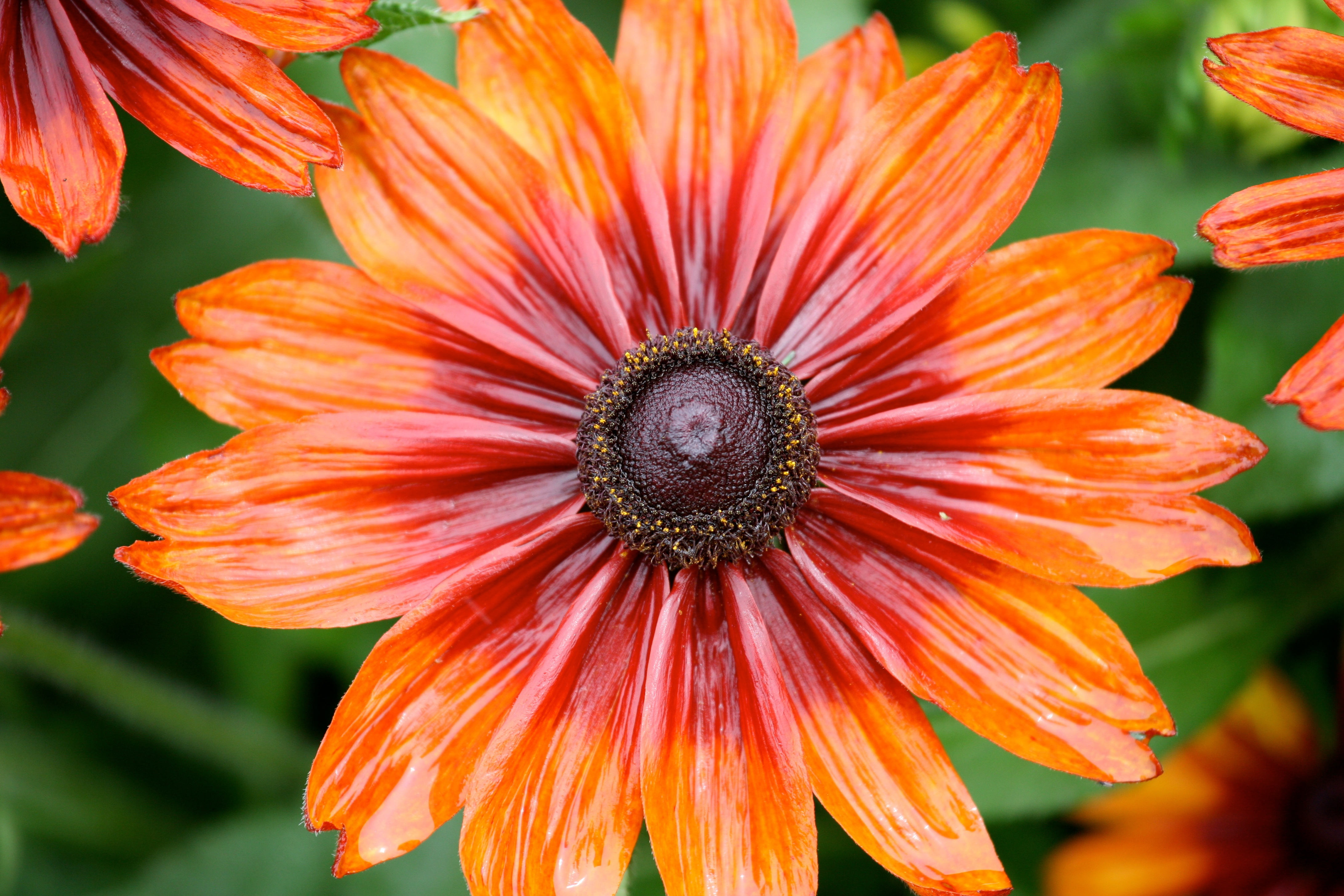
változatok
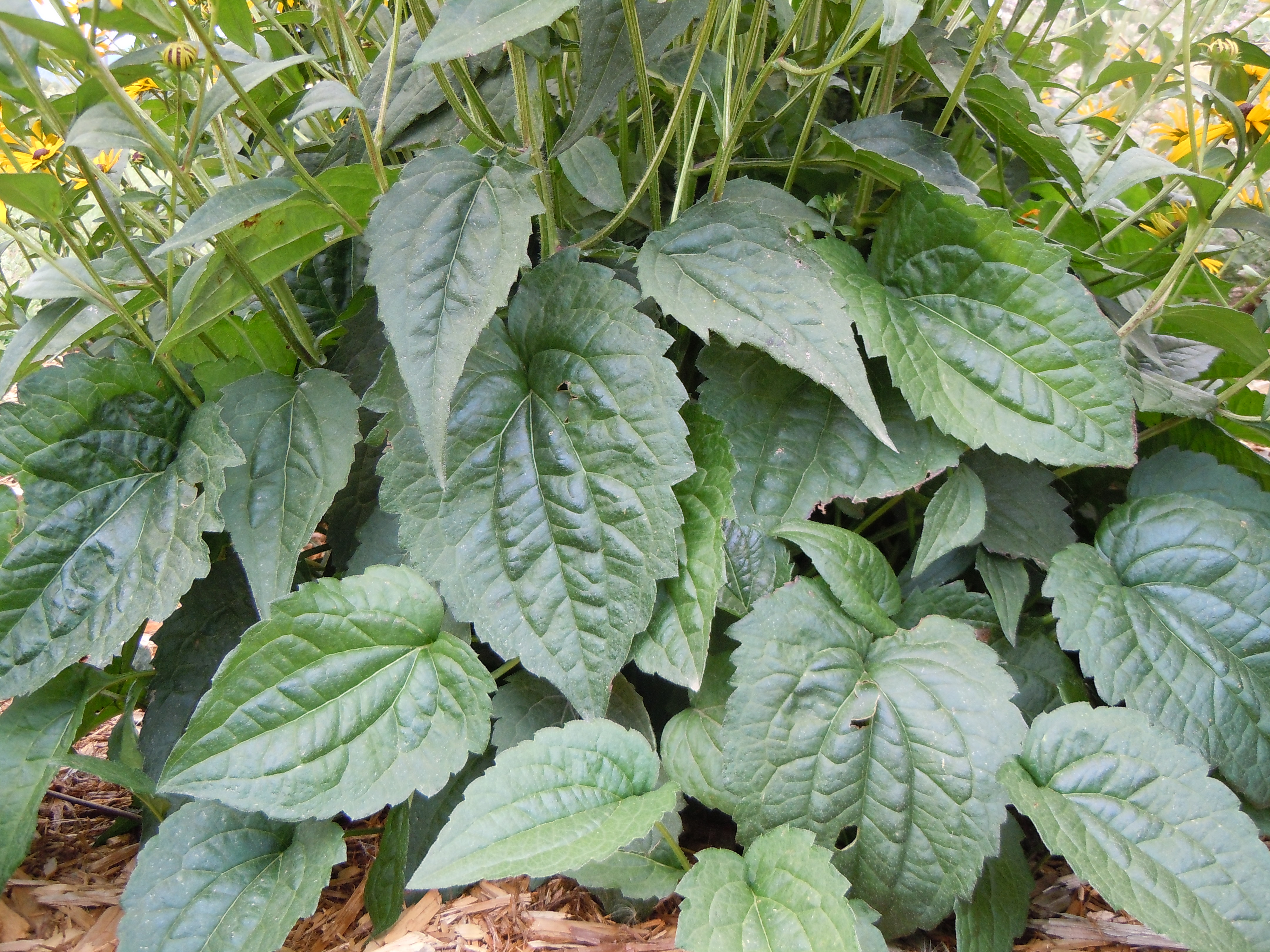
Levelei

## Fordítás
- Ez a szócikk részben vagy egészben  a   Rudbeckia hirta című angol Wikipédia-szócikk ezen változatának fordításán alapul.  Az eredeti cikk szerkesztőit annak laptörténete sorolja fel. Ez a jelzés csupán a megfogalmazás eredetét és a szerzői jogokat jelzi, nem szolgál a cikkben szereplő információk forrásmegjelöléseként.